# Marie-Thérèse Gerengbo Yazalo
Marie-Thérèse Gerengbo Yazalo est une personnalité politique Congolaise. Elle fut élue députée nationale aux élections législatives de 2011 et Gouverneur de La Province du Nord-Ubangi en 2016.

## Biographie

### Famille
Marie-Thérèse Gerengbo Yazalo est née le 27 août 1951 à Fataki, originaire de la nouvelle province du Nord-Ubangi.

### Études
Elle obtient son diplôme de Licence en Sciences de L'éducation à l’université de Kisangani ex UNAZA dans en République Démocratique du Congo.

### Carrière politique
Marie-Thérèse Gerengbo, licenciée en sciences de l’éducation, fut engagée comme assistante de recherche en pédagogie appliquée de l’UPN, quelques années plus tard, elle devient Directrice Administrative et financière des centres et instituts de recherches scientifiques (CRST, CREM, IRSS), 9 ans après elle fait son entrée comme Conseillère au Collège socioculturel du cabinet de Mr.Kengo Wa Dondo. Entre 2005 et 2006, elle est nommée directrice de cabinet de chef de l’Etat Joseph Kabila et a ensuite été nommée en 2008 à la tête de l’INSS.
- 2002-2003 : Conseillère chargée de la propriété industrielle au cabinet su Ministre de l’Industrie
- 2003-2004 : Conseillère administrative au cabinet de la ministre des arts et culture
- 2003-2005 : Vice-Présidente de la Commission Sociale, Culturelle et Affaires Humanitaires (Pays des Grands Lacs)
- 2008-2010 : Administrateur Général de l’INSS
- 2012 : Rapporteur de commission ECOFIN De l’Assemblée Nationale

.
- En 2016 elle est élue Gouverneur de la province du Nord-ubangi à l’issue de deuxième tour du scrutin mardi le 26 mars[2].

### Carrière professionnelle
Elle était Député nationale du territoire du Nord Ubangi, dans la Province de l'Equateur, Marie-Thérèse Gerengbo, confirmée aujourd'hui Députée par la CENI, fait la grande joie de ses électeurs, tel n'est malheureusement pas le cas, pour ceux là, qui n'avaient pas pu convaincre le souverain primaire de leur circonscription, de voter en leur faveur. et elle était ancienne Gouverneure de la Province du Nord-Ubangi
Marie Thérèse Gerengbo Yazalo, ancienne directrice de cabinet adjointe du chef de l’Etat et ex-administratrice déléguée général de l’Institut national de sécurité social (INSS) devenue députée nationale le Dimanche 31 Mars 2013. Marie Thérèse Gerengbo retrace son parcours professionnels et politique. Elle raconte comment elle a embrassé la carrière politique. L’élue de la circonscription de Yakoma  dans la province de l’Equateur parle du rôle que la femme congolaise doit jouer dans la consolidation de la paix en RDC et son implication dans la politique générale du pays.